# 송희영
송희영(宋熙永, 1954년 9월 22일 ~ )은 조선일보 주필을 역임한 대한민국의 언론인이다. 본관은 홍주이며, 전라남도 영암군 출신이다.

## 생애
1954년 전라남도 영암군에서 태어났다. 광주제일고등학교를 졸업하고, 1978년 서울대학교 영어영문학과를 졸업했다. 같은 해 조선일보 사회부 기자로 입사했다.
1978년 조선일보 사회부 기자로 입사하여, 2005년 조선일보 편집국 국장을 거쳐 2006년 논설위원실 실장이 되었으며, 2014년부터 논설위원실 주필로 활동했다.

## 논란
2011년 남상태 대우조선해양 사장의 연임 로비 목적으로 2억원대에 이르는 초호화 유럽여행을 제공받은 사건과 관련해 2016년 8월 29일 사의를 표명했고, 이에 조선일보 경영기획실에서는 보직 해임을 결정했다.